# TOT
TOT Public Company Limited (Thai: ทีโอที) ist die staatliche Telefon- und Kommunikationsgesellschaft in Thailand. 

## Allgemeines
Die TOT Public Company Limited wurde am 24. Februar 1954 gegründet und 2002 in eine Aktiengesellschaft umgewandelt, frühere Bezeichnungen TOT waren Telephone Organization of Thailand und TOT Corporation Public Company Limited. Das Hauptgeschäft ist die kabelgebundene Kommunikation und Telefonie sowie der schnelle Internetzugang wie ADSL. In den letzten Jahren wurde auch die Mobile Telekommunikation vermarktet. 

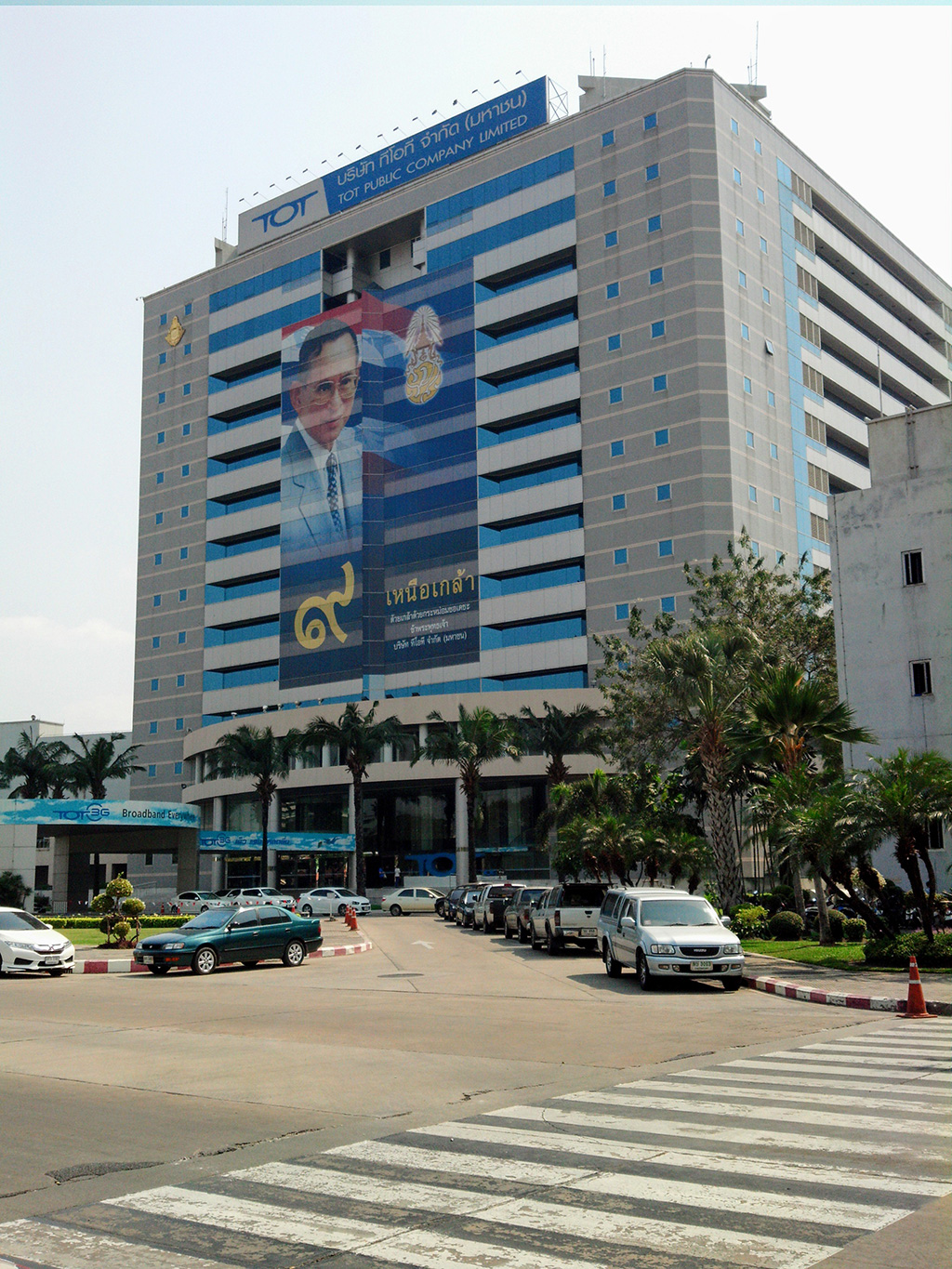
Hauptquartier der Gesellschaft TOT in Bangkok

## Unternehmensgeschichte

### Der Anfang
Der erste Gebrauch eines Telefons in Thailand begann zur Zeit von König Rama V im Jahr 1881 mit der ersten Telefonverbindung von der Hauptstadt Bangkok und der Stadt Samut Prakan südöstlich von Bangkok.
Die Telephone Organization of Thailand wurde durch die thailändische Regierung am 24. Februar 1954 gegründet und ist heute eine staatliche Gesellschaft unter der Kontrolle des Ministeriums für Information und Kommunikation (MICT).

### Privatisierung 2002 und Reprivatisierung 2006
Unter der Regierung von Premierminister Thaksin Shinawatra (2001–2006), wurde damit begonnen, TOT in eine private Aktiengesellschaft umzuwandeln, diese sollte auch an der thailändischen Börse Stock Exchange of Thailand gehandelt werden. Diese Pläne wurden nach dem Militärputsch vom 19. September 2006 von der Regierung unter dem pensionierten General Surayud Chulanont gestoppt. Zusammen mit der CAT Telecom (früher die Communications Authority of Thailand) wurde TOT in eine staatliche Telekommunikationsgesellschaft (TOT Thailand) vereinigt.